# Словачка на Европском првенству у атлетици у дворани 2015.
Словачка је учествовала на 33. Европском првенству у дворани 2015 одржаном у Прагу, Чешка, од 5. до 8. марта. Ово је било десето европско првенство у дворани од 1994. године од када Словачка учествује самостално под овим именом. Није учествовала 1996. године. Репрезентацију Словачке представљала су 27 такмичара ( 15 мушкараца и 12 жена) који су се такмичили у 18 дисциплина ( 11 мушких и 7 женских).
На овом првенству Словачка није освојила ниједну медаљу. Три пута је обаран национални рекорд на 400 м за жене и постигнут 1 најбољи лични резултат сезоне.
У табели успешности према броју и пласману такмичара који су учествовали у финалним такмичењима (првих 8 такмичара) Словачка је са једним финалисто и са 5 бодова била 26, од 33 земље које су имале представнике у финалу. Укупно је учествовало 49 земаља.
| Пл. | Земља    | 1. место | 2. место | 3. место | 4. место | 5. место | 6. место | 7. место | 8. место | Бр. фин. Бод. |
| --- | -------- | -------- | -------- | -------- | -------- | -------- | -------- | -------- | -------- | ------------- |
| 26. | Словачка | –        | –        | –        | 1 - 5    | –        | –        | –        | –        | 1 - 5         |

## Учесници
| Дисциплина   | Спортисти                         | Спортисти                                            |
| Дисциплина   | Мушкарци                          | Жене                                                 |
| ------------ | --------------------------------- | ---------------------------------------------------- |
| 60 м         | Јакуб Матуш Јан Волко Томаш Бенко | Александра Безекова Ленка Кршакова Mоника Вајгертова |
| 400 м        | Дењис Данац                       | Ивета Путалова Александра Штукова                    |
| 800 м        | Јозеф Репчик                      | Паула Хабовштијакова                                 |
| 1.500 м      | Јозеф Пеликан                     | -                                                    |
| 3.000 м      | Петер Дјурец                      |                                                      |
| 60 м препоне | Андреј Бицијан                    | Луција Мокрашова                                     |

| Дисциплина   | Спортисти                             | Спортисти                                           |
| Дисциплина   | Мушкарци                              | Жене                                                |
| ------------ | ------------------------------------- | --------------------------------------------------- |
| Скок увис    | Матуш Бубеник Лукаш Бер Михал Кабелка |                                                     |
| Скок мотком  | Јан Зморај                            |                                                     |
| Скок удаљ    | Томаш Веселка                         | Јана Велдјакова Луција Сланичкова Рената Медгјесова |
| Троскок      | Мартин Кох                            | Дана Велдјакова                                     |
| Бацање кугле | Матуш Олеј                            | Марина Храшнова                                     |

## Резултати

### Мушкарци
| Атлетичар      | Дисциплина   | Лични рекорд | Квалификације | Квалификације | Полуфинале            | Полуфинале            | Финале                | Финале        | Детаљи |
| Атлетичар      | Дисциплина   | Лични рекорд | Резултат      | Место         | Резултат              | Место                 | Резултат              | Место         | Детаљи |
| -------------- | ------------ | ------------ | ------------- | ------------- | --------------------- | --------------------- | --------------------- | ------------- | ------ |
| Јакуб Матуш    | 60 м         | 6,79         | 6,75 ЛР       | 6. у гр. 3    | Нису се квалификовали | Нису се квалификовали | Нису се квалификовали | 27. / 36 (37) |        |
| Јан Волко      | 60 м         | 6,85         | 6,86          | 6. у гр. 4    | Нису се квалификовали | Нису се квалификовали | Нису се квалификовали | 30. / 36 (37) |        |
| Томаш Бенко    | 60 м         | 6,82         | 6,91          | 7. у гр. 2    | Нису се квалификовали | Нису се квалификовали | Нису се квалификовали | 33. / 36 (37) |        |
| Дењис Данац    | 400 м        | 47,92        | 48,93         | 6. у гр. 2    | Нису се квалификовали | Нису се квалификовали | Нису се квалификовали | 31 / 32 (33)  |        |
| Јосеф Репчик   | 800 м        | 1:47,06 НР   | 1:50,24       | 1. у гр. 7 КВ | 1:50,76               | 4. у пф. 1            | Није се квалификовао  | 12 / 40       |        |
| Јозеф Пеликан  | 1.500 м      | 3:43,85      | 3:48,57       | 7. у гр. 1    |                       |                       | Није се квалификовао  | 18 / 28       |        |
| Петер Дјурец   | 3.000 м      | 8:27,41      | 8:37,93       | 13. у гр. 2   | Није се квалификовао  | 25 / 25               |                       |               |        |
| Андреј Бицијан | 60 м препоне | 8,07         | 8,32          | 7. у гр. 4    | Није се квалификовао  | Није се квалификовао  | Није се квалификовао  | 27 / 27 (28)  |        |
| Матуш Бубеник  | Скок увис    | 2,31         | 2,24          | 9             |                       |                       | Нису се квалификовали | 9 / 25 (27)   |        |
| Михал Кабелка  | Скок увис    | 2,31         | БП            | БП            | 20 / 26 (27)          |                       | Нису се квалификовали |               |        |
| Лукаш Бер      | Скок увис    | 2,25         | 2,19          | 16            | 16 / 25 (27)          |                       | Нису се квалификовали |               |        |
| Јан Зморај     | Скок мотком  | 5,20         | 5,05          | 20            | 20 / 21               |                       | Нису се квалификовали |               |        |
| Томаш Веселка  | Скок удаљ    | 7,34         | 7,24          | 22            | 22 / 23 (24)          |                       | Нису се квалификовали |               |        |
| Мартин Кох     | Троскок      | 15,59        | 14,26         | 21            | 21 / 21               |                       | Нису се квалификовали |               |        |
| Матуш Олеј     | Бацање кугле | 18,25        | БП            | БП            | 25 / 25               |                       | Нису се квалификовали |               |        |

### Жене
| Атлетичарка          | Дисциплина   | Лични рекорд | Квалификације | Квалификације | Полуфинале            | Полуфинале            | Финале                | Финале        | Детаљи         |
| Атлетичарка          | Дисциплина   | Лични рекорд | Резултат      | Место         | Резултат              | Место                 | Резултат              | Место         | Детаљи         |
| -------------------- | ------------ | ------------ | ------------- | ------------- | --------------------- | --------------------- | --------------------- | ------------- | -------------- |
| Александра Безекова  | 60 м         | 7,42         | 7,47          | 6. у гр. 2    | Нису се квалификовале | Нису се квалификовале | Нису се квалификовале | 27. / 37 (38) |                |
| Ленка Кршакова       | 60 м         | 7,44         | 7,49 ЛРС      | 6. у гр. 3    | Нису се квалификовале | Нису се квалификовале | Нису се квалификовале | 28. / 37 (38) |                |
| Моника Вајгертова    | 60 м         | 7,65         | 7,52 ЛР       | 6. у гр. 1    | Нису се квалификовале | Нису се квалификовале | Нису се квалификовале | 30. / 37 (38) |                |
| Ивета Путалова       | 400 м        | 54,04 НР     | 53,28 НР      | 3. у гр. 1 кв | 52,99 НР              | 2. у пф. 2 КВ         | 52,84 НР              | 4 / 28        |                |
| Александра Штукова   | 400 м        | 54,54        | 55,11         | 6. у гр. 3    | Није се квалификовала | Није се квалификовала | Није се квалификовала | 9 / 26 (28)   |                |
| Паула Хабовстијакова | 800 м        | 2:04,93      | 2:10,38       | 5. у гр. 2    | Није се квалификовала | Није се квалификовала | Није се квалификовала | 20 / 20       | [ мртва веза ] |
| Луција Мокрашова     | 60 м препоне | 8,54         | 8,48 ЛР       | 7. у гр. 3    | Није се квалификовала | Није се квалификовала | Није се квалификовала | 25 / 25 (26)  |                |
| Јана Велдјакова      | Скок удаљ    | 6,56         | 6,29          | 15.           |                       |                       | Нису се квалификовале | 15 / 22       |                |
| Луција Сланичкова    | Скок удаљ    | 6,34         | 6,17          | 18.           | 18 / 22               |                       | Нису се квалификовале |               |                |
| Renata Medgyesová    | Скок удаљ    | 6,56         | 6,04          | 20.           | 20 / 22               |                       | Нису се квалификовале |               |                |
| Дана Велдјакова      | Троскок      | 14,40 НР     | 13,89 ЛРС     | 10.           | 10 / 22 (23)          |                       | Нису се квалификовале |               |                |
| Марина Храшнова      | Бацање кугле | 14,56        | 13,39         | 14.           | 14 / 14 (15)          |                       | Нису се квалификовале |               |                |